# Lemonia ballioni
Lemonia ballioni is een vlinder uit de familie herfstspinners (Brahmaeidae). De wetenschappelijke naam is voor het eerst geldig gepubliceerd in 1888 door Hugo Theodor Christoph.
De soort komt voor in Europa.